# Sagrinnenköpfl
Das Sagrinnenköpfl ist ein 1123 m ü. NHN hoher Berg in den Bayerischen Voralpen im Isarwinkel. Der Berg befindet sich in der oberbayerischen Gemeinde Jachenau (Landkreis Bad Tölz-Wolfratshausen).
Zwischen der Jachenau im Norden und der Isar im Süden befinden sich im Isarwinkel die Isar- und Ochsensitzerberge, eine Berggruppe mit zahlreichen Gipfeln.
Das Sagrinnenköpfl ist dabei ein Vorgipfel im Nordgrat des Rautbergkopfes. Der höchste Punkt ist nur weglos erreichbar.